# Vaxholms kyrka

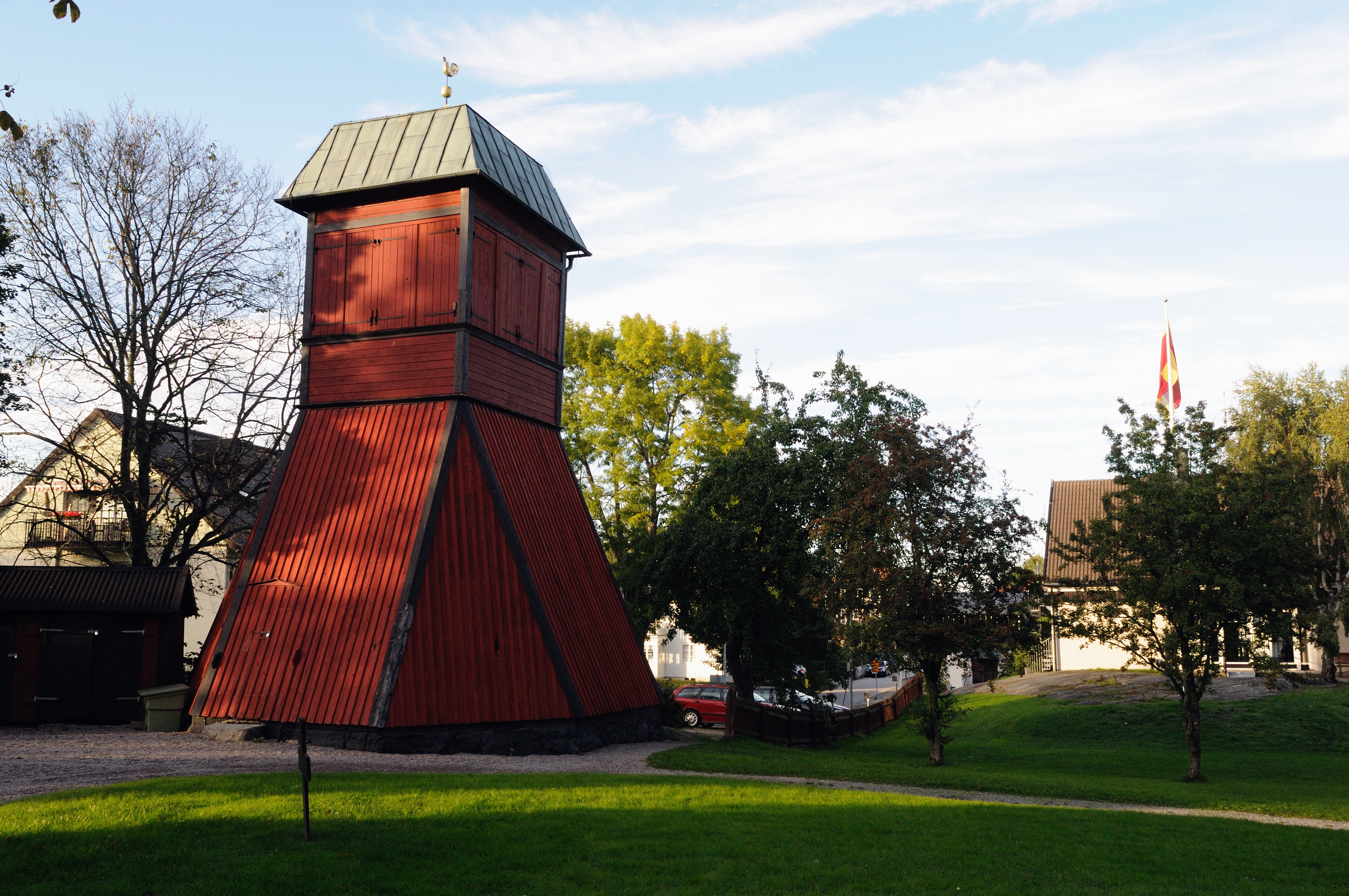
Den temporära klockstapeln

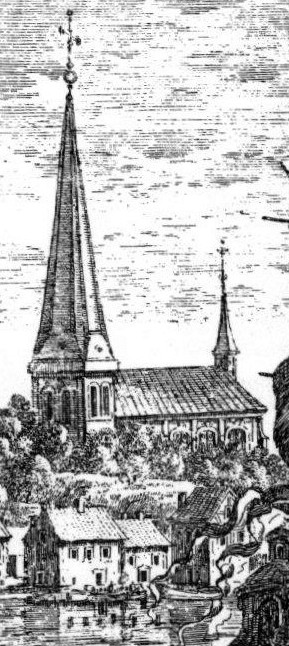
Den gamla kyrkan Petrikyrkan. Ur Suecia Antiqua et Hodiernas av Erik Dahlbergh

Vaxholms kyrka, namngiven Gustav Adolfskyrkan, är en kyrkobyggnad belägen i centrala Vaxholm. 
Kyrkan är en enskeppig salkyrka med exteriör i nyklassicistisk stil. Den stod klar år 1803 efter ritningar av Carl Fredrik Adelcrantz och Olof Tempelman, och ersatte då Vaxholms tidigare träkyrka som varit i dåligt skick.

## Kyrkobyggnaden
Vaxholms kyrka är en enskeppig salkyrka. Den har kort korsarm och ett fullbrett korparti. Byggnaden står i öst-västlig riktning med sin senare tillbyggda lilla sakristia i norr. Byggnaden täcks av ett mansardtak i koppar, med valmade tak åt gavelsidorna. Den välbevarade interiören täcks av ett kassettak.

## Historia

### 1500-tal
Man tror att Vaxholm hade ett litet kapell eller trähus att samlas i till gudstjänst redan under 1500-talet. Kapellet skall ha varit beläget på platsen där Vaxholms tullhus står sedan 1738, nere vid vattnet mot Vaxholms fästning.

### Den gamla kyrkan
I mitten av 1600-talet hade myndigheterna för avsikt att göra Vaxholm till stad. Man införde skattelättnader och befolkningen växte. I linje med detta blev Vaxholm 1644 sin egen församling och man planerade bygget av en rejälare träkyrka. Kyrkobygget finansierades av mantals- och boskapspenningar. Riksdrotsen Per Brahe lämnade störst bidrag och fick därmed kyrkan uppkallad efter sig, Petrikyrkan eller S:t Petri Kyrka. Källorna tvistar om var denna kyrka var belägen. Antingen högre upp i Vaxholm, strax väster om dagens kyrka, eller närmare den tidigare, nere vid Kastellsundet.
Den gamla kyrkan var av trä och spåntäckt. Den hade torn, 28 bänkrader och tre läktare. Två av läktarna var avsedda för borgarna i staden och den tredje till fästningens besättning. Erik Dahlberghs plansch  ur i Suecia antiqua et hodierna kan ge en fingervisning om hur den gamla kyrkan såg ut där den skymtar till väster i kopparsticket från 1600-talets slut.
År 1735 slog blixten ned i tornet och förstörde det. Av någon anledning hade man redan 1707, enligt reparationsprotokoll, en klockstapel för de två klockorna. 1746 ansågs den gamla kyrkan vara i så dåligt skick att den inte var värd att reparera, men flera av inventarierna fördes över till den nya kyrkan.
Det enda som påminner om den gamla kyrkans existens idag är en minnessten utanför den nya kyrkan med inskriptionen:
Anno 1644 funderades sanct Petri kyrckia uthi Waxholm genom fordom praepositi och pastoris then ehrewyrdige och wällärde Herr Erichsons Hellbergs påkostnad anno 1678.
På stenens andra sida sitter en fattigbössa och en text om att skänka till guds hus och den fattige.

### Dagens kyrka
Den första stenen till den nuvarande kyrkan lades den 20 september 1760. Detta enligt stenen själv som är blottlagd på kyrkans bakre östra sida. Bygget drog ut på tiden och skylten ovanför entrén anger att kyrkan invigdes först år 1803. Överintendent Carl Fredrik Adelcrantz var arkitekten som ritade och som slutgiltigt skulle godkänna kyrkobygget. Arkitekt Olof Tempelman verkade under Adelcrantz som hjälpreda. När Adelcrantz avsade sig sina offentliga uppdrag 1795, och avled ett år senare, blev det Tempelman som fick slutföra bygget. De insamlade medlen räckte inte till att bygga det planerade tornet. Man planerade istället att senare bygga till ett torn. Därför uppfördes en tillfällig klockstapel i trä, vilken dock fortfarande är den som nyttjas.
Kyrkan uppkallades efter dåvarande kungen, Gustav IV Adolf, och benämndes Gustav Adolfskyrkan.

### Utbyggnader och restaureringar
- 1800–1818 byggdes gravkor på kyrkogården.
- 1896 genomfördes en större renovering ledd av Johan Laurentz. Man byggde till den lilla sakristian, satte in det rundbågiga korfönstret med målat glas, bytte ut altaret och satte in en predikstol, båda av konstnären Karl Nilsson, satte in fönster i tvärskeppens armar och i den östra gaveln, murade igen södra sidans entré, tog bort bondläktare i tvärskeppet och byggde nya bänkar.
- Tidigt 1900-tal renoverades 1700-talskrucifixet
- 1909 sattes orgeln in. En E.A.Setterquist & Son.
- 1926 genomfördes renovering av arkitekt Sven Brandel.
- 1936 förlängdes kyrkogården mot parken i väster.
- 1950 reparerades klockstapeln, och kyrkans främre bänkrader togs bort.
- 1951 isolerades och renoverades vinden efter angrepp av skadedjur.
- 1962 genomfördes en större renovering ledd av Vaxholms stadsarkitekt Lars O Åkerlund.[5] Man bytte ut plåttaket mot ett av koppar, förgyllde korset på taket, putsade ytterväggarna, gav fönsterna nya omfattningar och förnyade trappan vid entrén.
- 1967–1969 byggde man till kapprum, toalett, städrum och väntrum under orgelläktaren. Man moderniserade orgeln med att utöka den till 22 stämmor. Sakristian reparerades och man ändrade belysningen i kyrkan.
- 1978 köptes det in en ny kororgel med sju stämmor.
- 1979 satte man in nya innanfönster av isolerande glas.
- 1986 byggdes huvudentrén om med ny trappa och rullstolsramp. Dessa ändrades igen några år senare.
- 1994–1995 lade man om kyrkorummets golv, målade om invändigt och förändrade inbyggnaderna under orgelläktaren, genom att bland annat förstora fönstret för att få ljusare. Allt enligt förslag av Hilding Lögdberg som även byggde Resarö kapells församlingshem.
- 1998 putsade man om kyrkans och det Åkerbergska gravkorets ytterväggar.[2]

## Inventarier

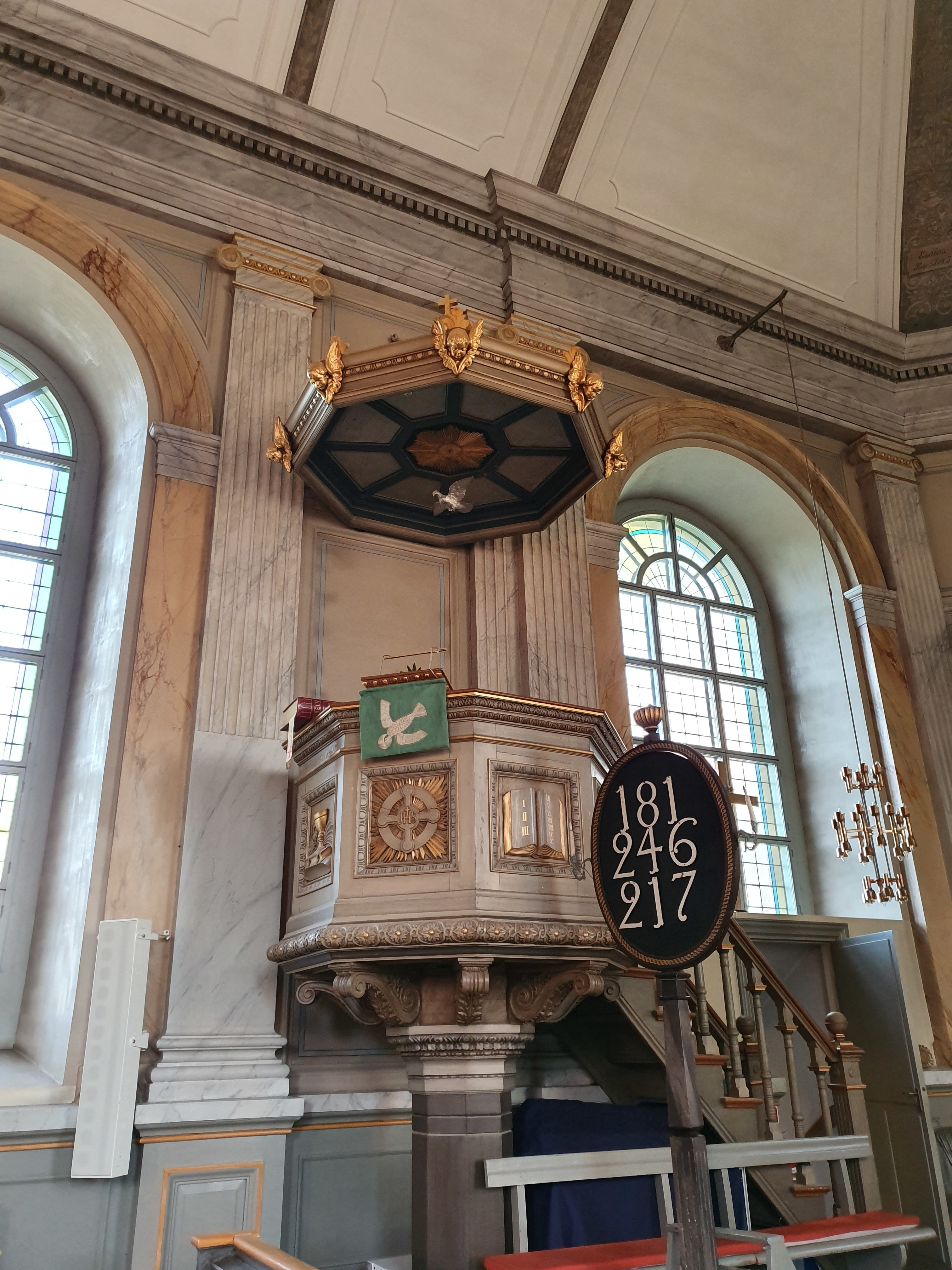
Predikstolen

### Träskulptur
I vänstra hörnet av koret står en bemålad träskulptur föreställande Kristus smärtomannen. Skulpturen är 83 cm hög och står på en sockel. Den kan ha anskaffats till den gamla kyrkan och är förmodligen från tidigt 1600-tal. Det är ett efterreformatoriskt arbete, men har ett kvardröjande medeltida uttryck.
På altaret står ett 65 cm högt krucifix med Jesus fäst på gotiskt vis vid korset med en enda spik. Kroppen är skulpterad i trä och tros vara från sent 1700-tal. När krucifixet renoverades under 1900-talets början tillverkade man en ny arm och bytte ut korset. Det står "INRI" inristat i korset ovanför det törnekrönta huvudet.

### Målningar
Till vänster om korfönstret hänger en kopia av Peter Paul Rubens målning med motivet Kristi korsnedtagning. Rubens original har hängt i Antwerpens katedral sedan 1611, och är en förebild för många altartavlor. Kristus sänks ned till Johannes i den röda dräkten. Maria Magdalena tar knäböjd emot hans fötter och Jesu moder Maria höjer gråtande sin hand mot hans armbåge. I röd basker och praktfull dräkt står Josef från Arimatea  som erbjöd sin grav till Jesus, och stående baklänges på stegen till vänster står Nikodemos som tog med sig myrra för att smörja Jesu kropp med. Målningen skänktes till kyrkan 1816 av översten och riddaren von Post.
Till höger om korfönstret hänger altartavlan från den gamla kyrkan. Motivet är den törnkrönte Jesus och den tros vara målad av en efterföljare till Carlo Dolci, som bildade skola i Florens för denna typ av bilder. Ramen tros vara från Burchard Prechts verkstad i Stockholm och tillverkad 1721.

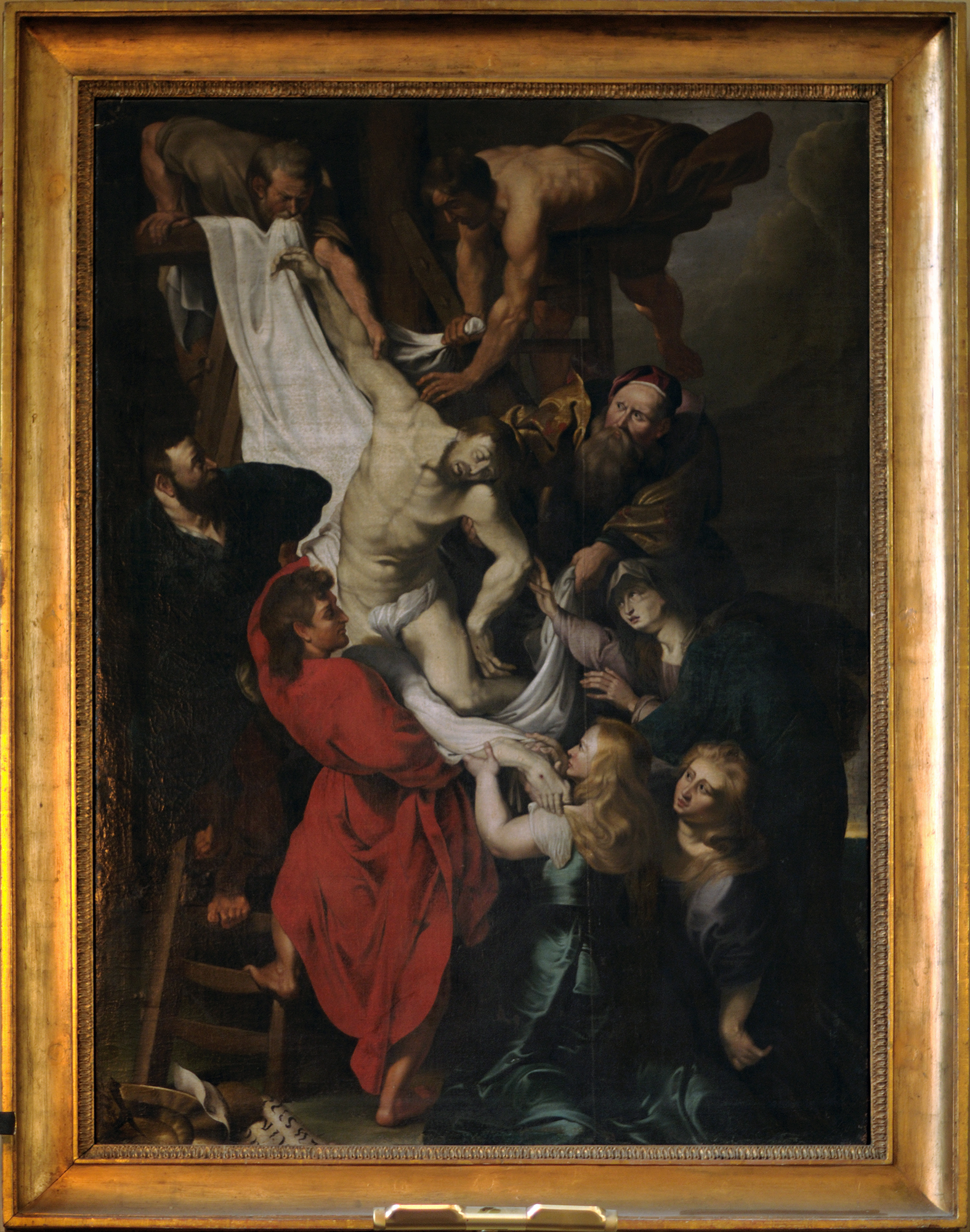
Kopia av Rubens Kristi korsnedtagning.
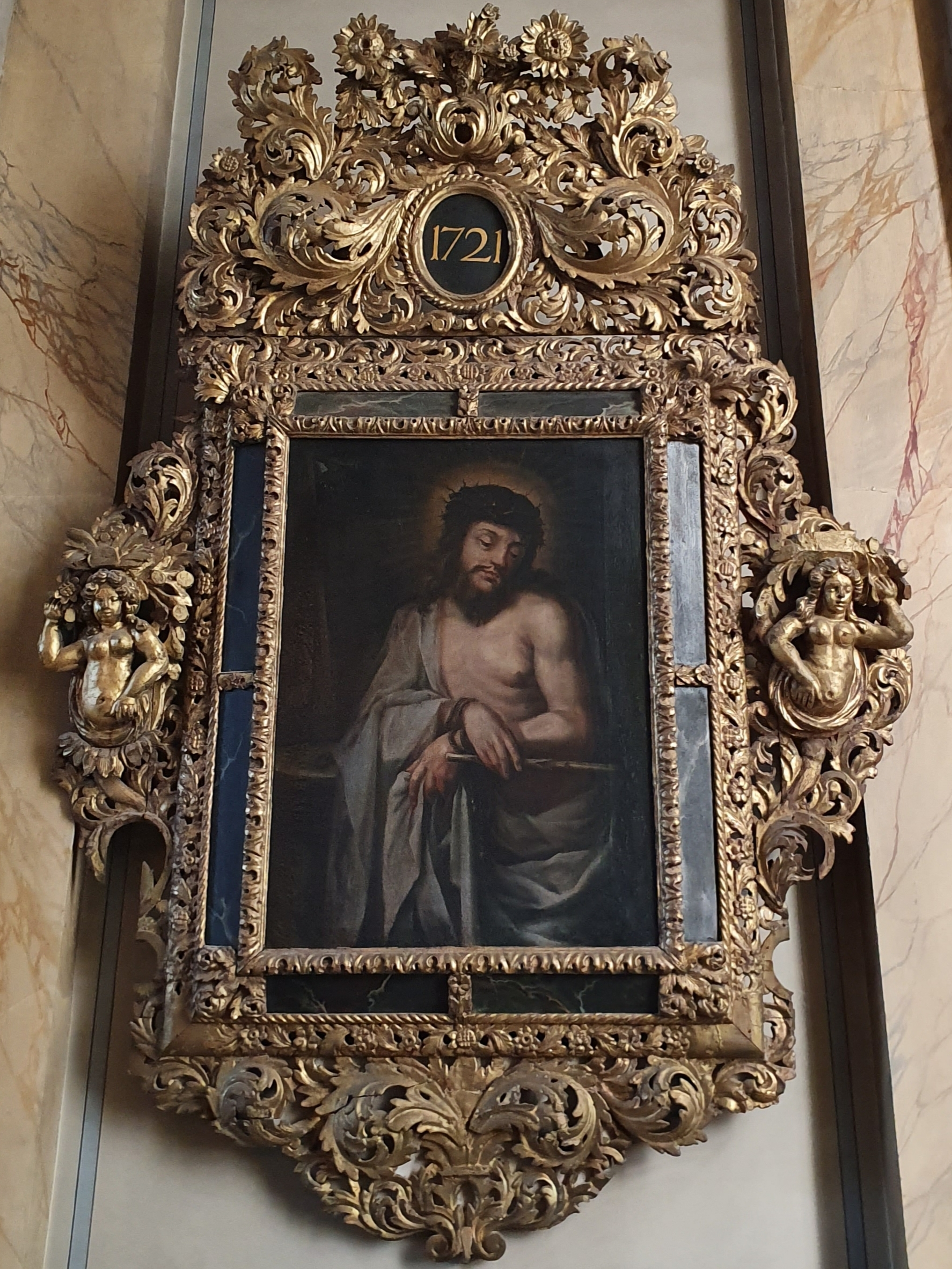
Den törnkrönte Kristus

### Dopfunt
Kyrkans dopfunt är tillverkad av gotländsk sandsten under sent 1300-tal. Den kom till Vaxholms kyrka från Riddarholmskyrkan, troligen 1677. 1835 hade man troligtvis tröttnat på den, för den stod då i ett skjul på kyrkogården. Chefen för Vaxholms fästning, kommendant Panchen, tog hand om den och den övergick till att bli fågelbad i kommendantbostadens trädgård - Blynäsgården. Friherre Frans Oscar Leuhusen tog över Blynäsgården runt år 1850. År 1933 förstod hans släktingar att det var en dopfunt som stod i trädgården och den returnerades till kyrkan där den fick stå på kyrkogården till 1963, då den togs in igen i kyrkan. Dryga hundra år som fågelbad hade satt sina spår, och 1981 bad kyrkoherden Riksantikvarieämbetet att få flytta bort dopfunten på grund av sin trasiga fot och att den stilmässigt inte passade så bra i kyrkan. Blynäsgården fick tillbaka sitt fågelbad till 2008. För först då såg kyrkan det fantastiska i denna 600 år gamla dopfunts historia och den fick bli kyrkans dopfunt ännu en gång.

## Orgel
- 1756 byggde organisten Gabriel Lind en orgel med 4 stämmor i den tidigare kyrkan.[8]
- 1809 byggde Olof Schwan en orgel.
- Den nuvarande orgeln byggdes 1909 av E A Setterquist & Son och är en mekanisk orgel med rooseweltlådor. Orgeln står på västläktaren. Orgeln har 3 fria kombinationer och automatisk pedalväxling. På 1950-talet och 1962 omdisponerades orgeln. År 2012 restaurerades orgeln av Åkerman & Lund Orgelbyggeri varvid den senromantiska originaldispositionen återställdes. Instrumentet har nu 22 stämmor, två manualer och pedal. Fasaden är den ursprungliga, icke-ljudande, från 1908.
- Disposition från 1989:

| Manual I           | Manual II          | Pedal       | Koppel    |
| Principal 16'      | Borduna 16´        | Subbas 16´  | I/P       |
| Borduna 16'        | Flöjt Principal 8' | Borduna 8'  | II/P      |
| Principal 8'       | Principal 4'       | Koralbas 4' | II/I      |
| Flöjt harmonick 8' | Flöjt oktaviant 4' | Basun 16'   | I 4'/I    |
| Oktava 4'          | Nasard 2 2/3'      |             | II 16'/II |
| Gedackt 4'         | Waldflöjt 2'       |             |           |
| Kvinta 2 2/3'      | Ters 1 3/5'        |             |           |
| Oktava 2'          |                    |             |           |
| Sifflöjt 1'        |                    |             |           |
| Mixtur 3 chor      |                    |             |           |

### Kororgel
Den nuvarande kororgeln byggdes 1978 av Nels Munck Mogensen och är en mekanisk orgel. Kororgeln står till hög i koret.
| Manual       | Pedal      | Koppel  |
| Gedackt 8'   | Subbas 16' | Man/Ped |
| Rörflöjt 4'  | Gedackt 8' |         |
| Svegel 2'    |            |         |
| Quint 1 1/3' |            |         |
| Sivflöjt 1'  |            |         |

### Diskografi
- Orgelliv : sju sekel i Stockholms stifts kyrkor / redaktör: Christina Nilsson ; foto: Magnus Aronson, Mats Åsman. Stockholm: Kulturhistoriska bokförlaget. 2012. Libris 13609452. ISBN 978-91-87151-04-0 - Innehåller CD med musik på kyrkans huvudorgel framförd av Anna Holm.

## Bildgalleri

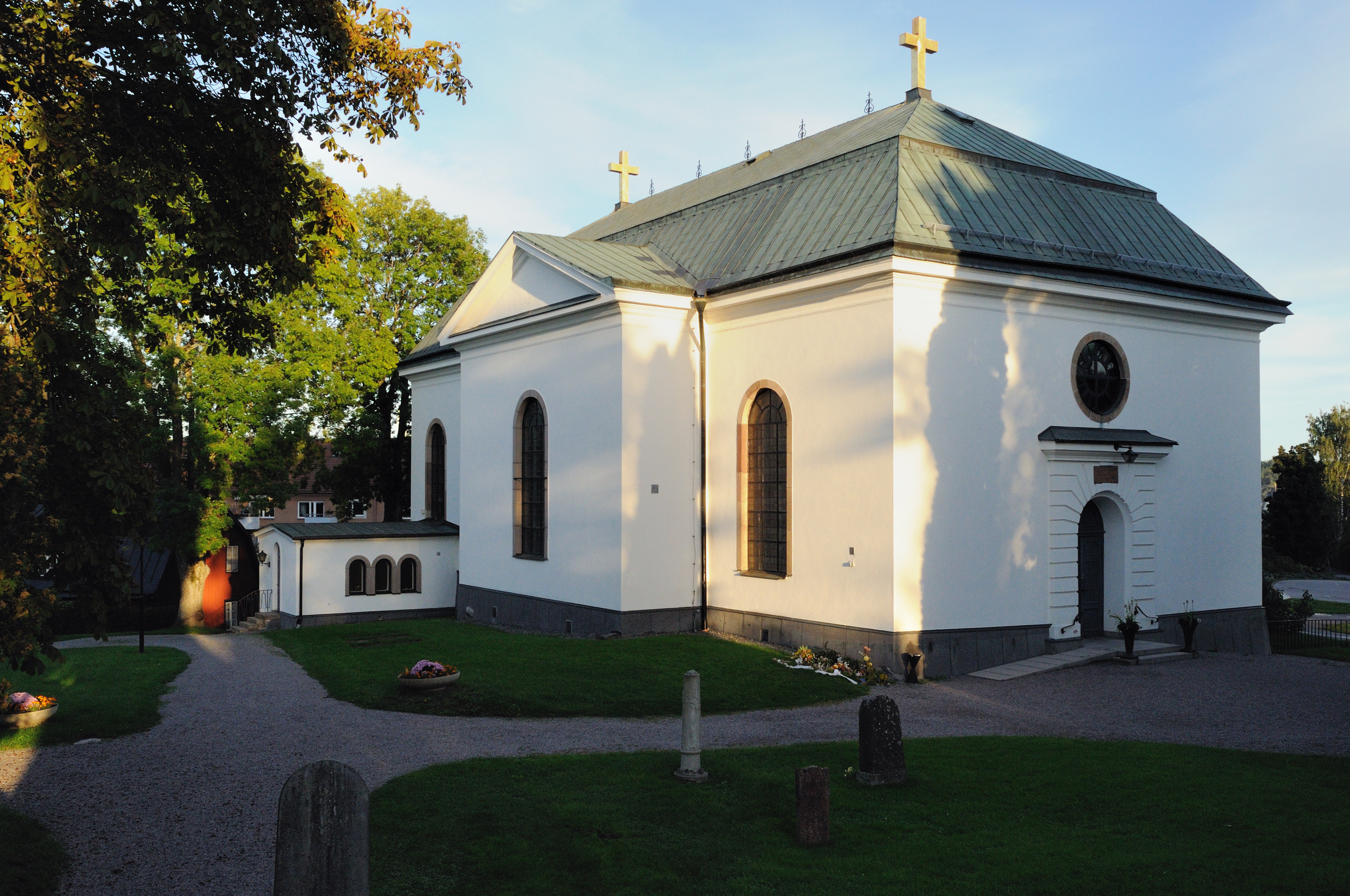
Vy från kyrkogården
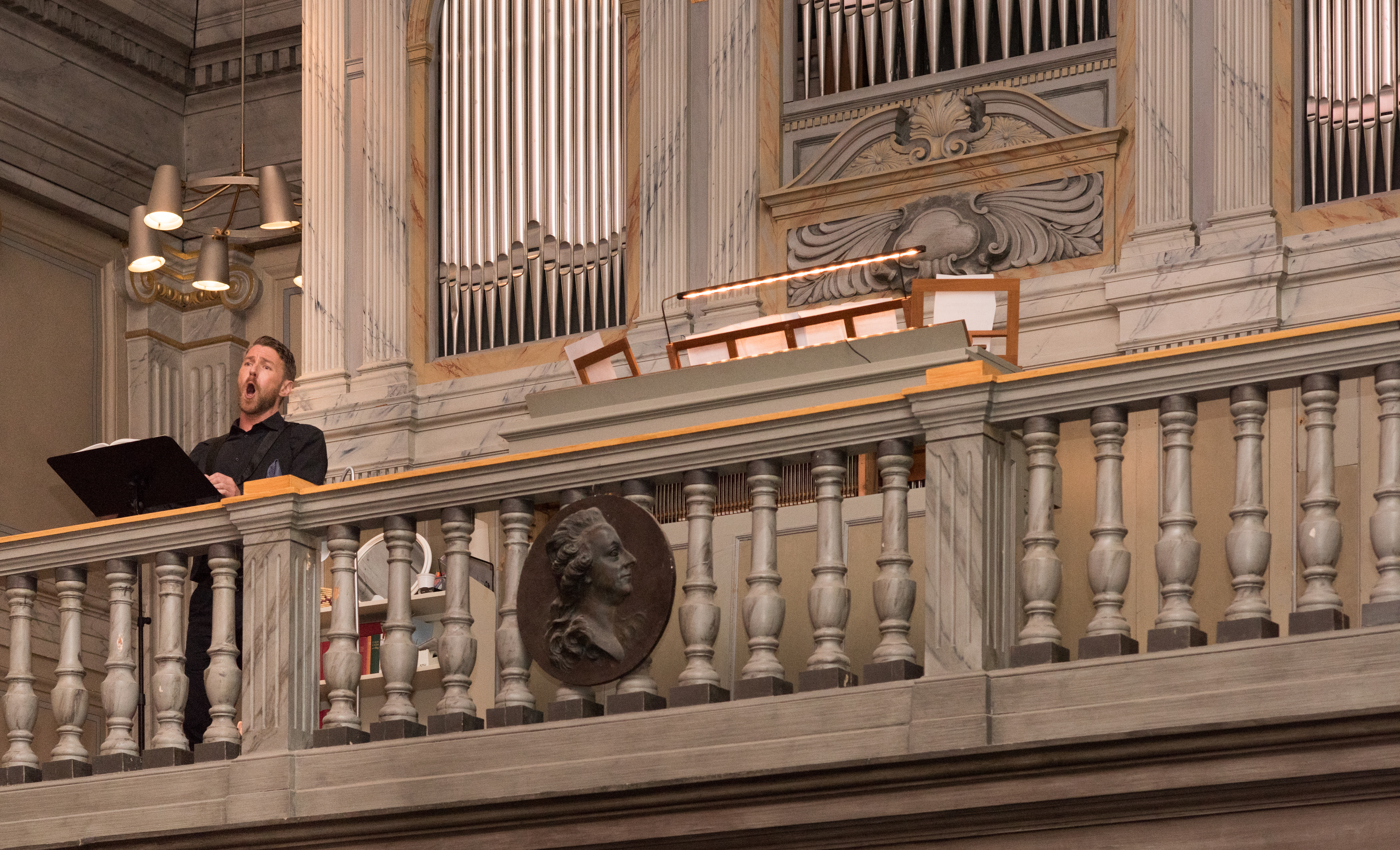
Setterqvistorgeln
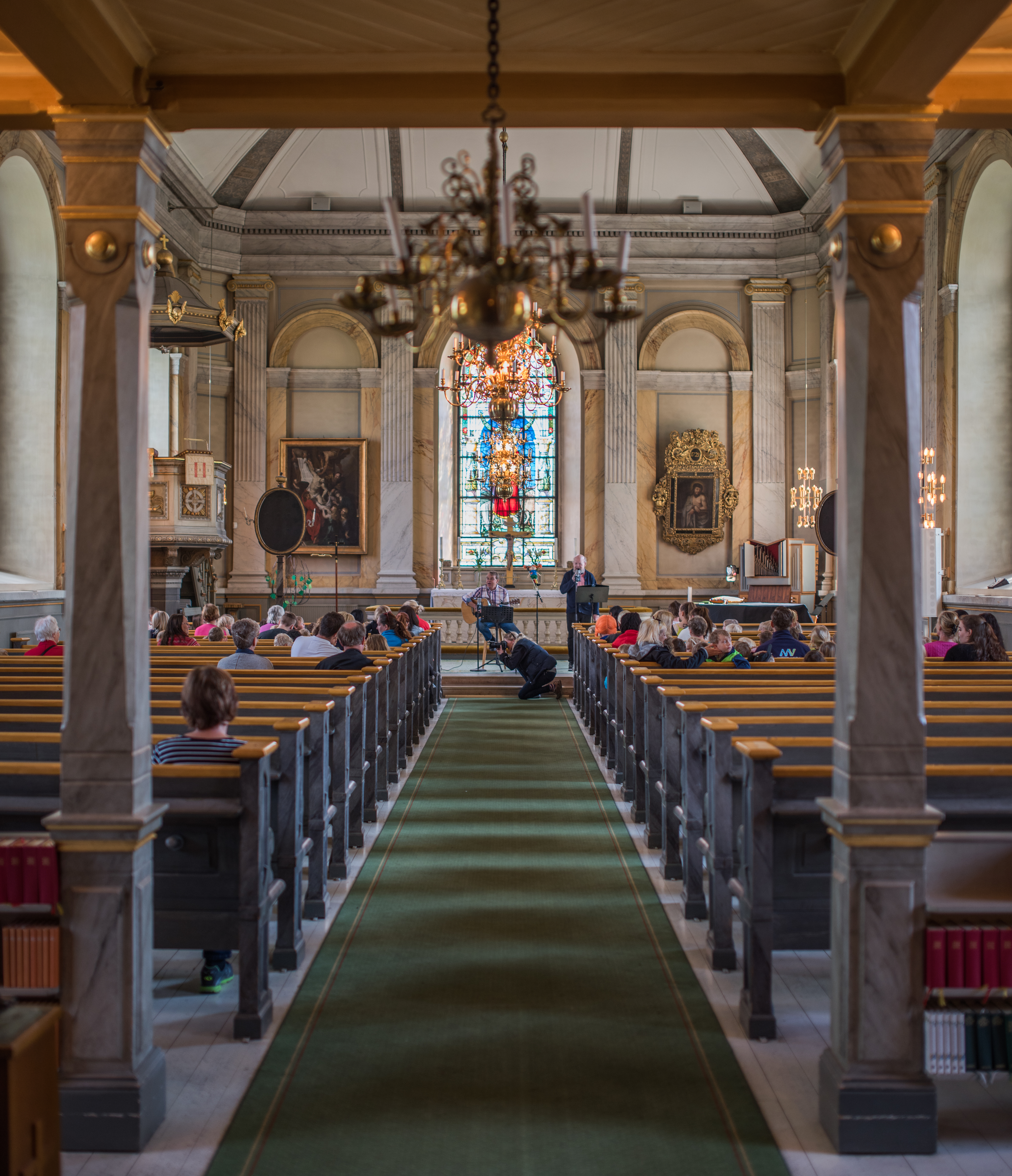
Kyrkosalen under en konsert
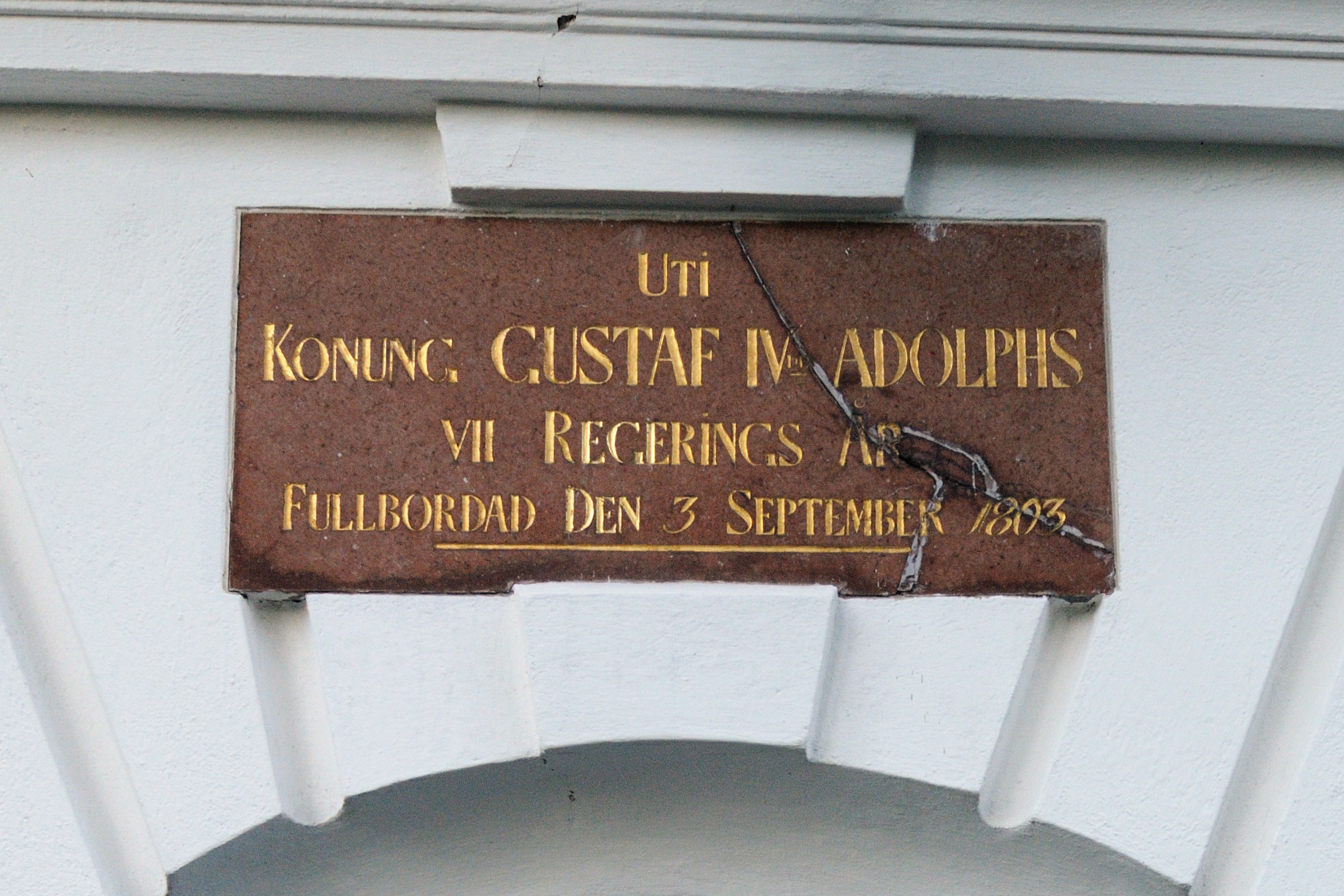
Skylt ovanför entré
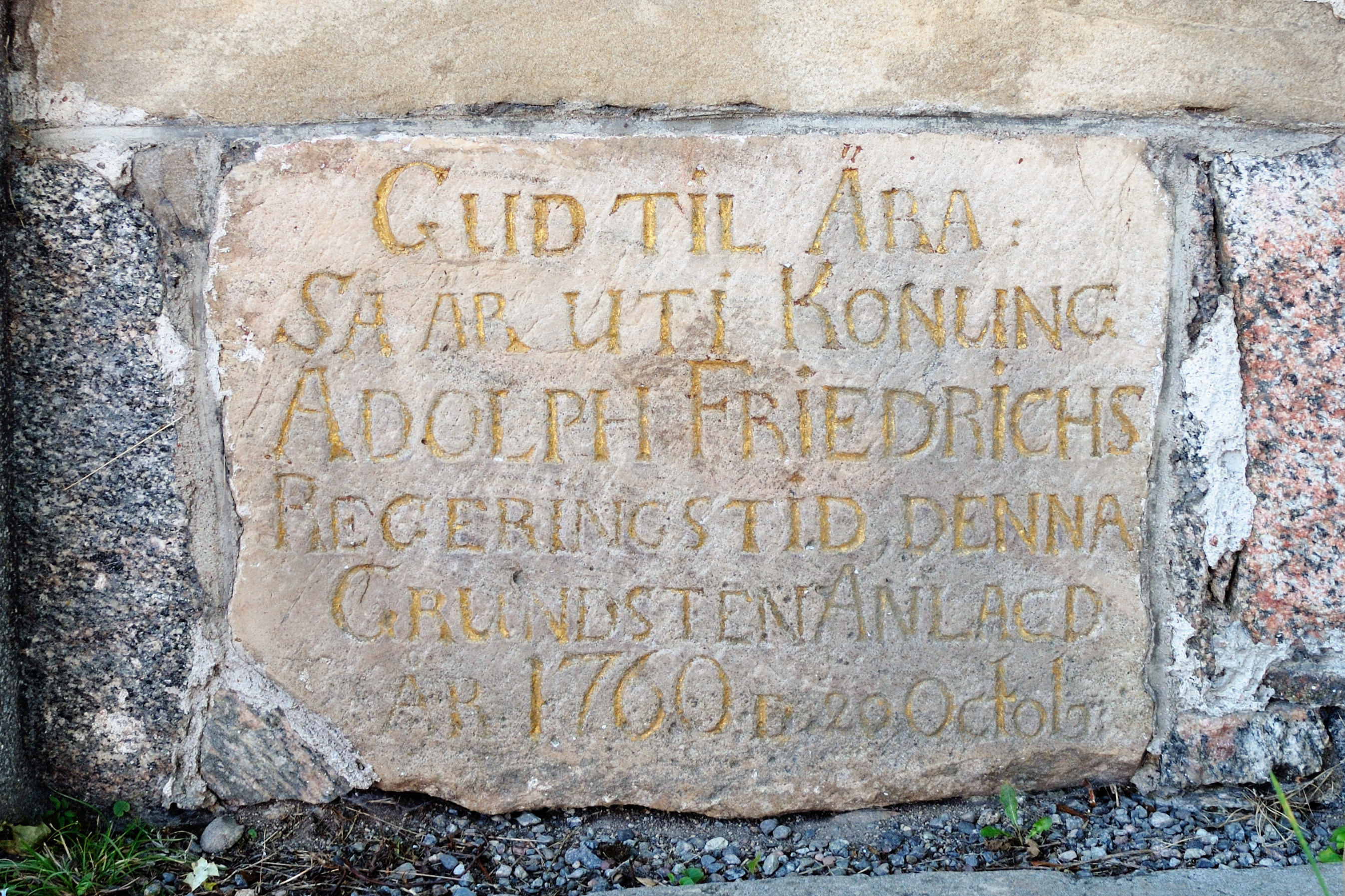
Grundsten, baksida